# کوربین الرد
کوربین الرد (انگلیسی: Corbin Allred؛ زادهٔ ۲۵ مهٔ ۱۹۷۹) یک هنرپیشه اهل ایالات متحده آمریکا است.